# 大埠橋街道
大埠橋街道（たいふきょうかいどう）は中華人民共和国湖南省婁底市婁星区の街道弁事処。

## 行政区画
- 南石社区
- 忠実社区
- 高橋社区
- 双沖社区
- 石馬社区
- 永興社区
- 黒石社区
- 竜虎村
- 民豊村
- 新石村
- 星明村
- 宋家村
- 中陽村
- 上元村
- 勝昔村
- 華實村
- 大埠村
- 西陽村
- 南陽村
- 石口村
- 和家村
- 犁頭村
- 石花村
- 白露村
- 江竜村
- 泉豊村

## 地理
- 河川：漣水、孫水、西陽河

## 教育
- 春元中学
- 陶龕学校

## 交通

### 鉄道
- 滬昆線[3]
- 洛湛線（中国語版）[3]
- 湘黔線[3]
- 西恩線[3]

### 道路
- 益婁衡高速公路[3]
- 婁湘公路[3]
- 杉西公路[3]
- 婁漣公路[3]